# Unione Operaia Cristiana Finlandese
L’Unione dei lavoratori cristiani finlandesi (in svedese: Kristliga arbetarförbundet, abbreviazione KrTL) è un'organizzazione di lavoratori cristiani non allineata fondata nel 1906, che ha operato come partito politico fino al 1922.
Il partito si separò dall'SDP quando iniziarono a nascere associazioni di lavoratori cristiani in risposta alla posizione antireligiosa dei socialdemocratici. La prima associazione cristiana dei lavoratori fu fondata a Tampere nel 1905, ma nello stesso periodo nacquero anche diverse altre associazioni. L'anno successivo si decise di fondare l'Unione dei lavoratori cristiani finlandesi (SKrTL) come organizzazione ombrello. L'assemblea costitutiva del sindacato si tenne a Tampere, alla quale parteciparono i rappresentanti di 26 associazioni sindacali cristiane.
L'Unione entrò a far parte del Parlamento durante le prime elezioni parlamentari del 1907 e vi rimase fino al 1913. Riacquistò i suoi deputati nelle elezioni parlamentari del 1916, ma non in quelle del 1917. Lo SKrTL entrò comunque in parlamento alle elezioni parlamentari del 1919, ma non partecipò a quelle del 1922, protestando contro la legge elettorale che, a suo avviso, discriminava i piccoli partiti. Il sindacato partecipò annualmente alle elezioni comunali dal 1918 al 1922, dopodiché cessò le sue attività politiche. Il partito rimase di sinistra, parte del movimento politico dei lavoratori, ma si spense in seguito alla svolta moderata dei socialdemocratici che gli tolse la ragione di esistere.